# Anjel Lertxundi
Anjel Lertxundi (Orio, 1948) és un escriptor en basc especialitzat en contes, novel·les i literatura infantil i juvenil. És considerat un dels grans renovadors de la narrativa en aquesta llengua i la seva extensa obra es defineix per l'experimentació i l'eclecticisme. Després de la novel·la Otto Pette (1994), considerada ja una obra imprescindible, es va centrar en el tema de les creences tradicionals com l'adoració del diable, el resultat en va ser publicat en la secció Ifrentzuak de l'editorial Alberdania. També ha col·laborat amb el món del cinema, amb pel·lícules com Hamaseigarrenean, aidanez ('A la setzena, pel que sembla'), basada en una de les seves pròpies novel·les, o Karelatik. A més, és col·laborador de diversos mitjans escrits, entre aquests el diari Berria.

### Literatura infantil i juvenil
- Portzelanazko irudiak 1981, Erein
- Tristeak kontsolatzeko makina 1981, Erein
- Gizon kabalen piurak 1982, Erein
- Artillero, dale fuego 1986, Erein
- Eskiatzaile herrenaren kasua 1988, Erein
- Estalaktita rockeroaren kasua 1988, Erein
- Kaxkajo bahituaren kasua 1988, Erein
- Paris de la France-ko pateen kasua 1988, Erein
- Alarguntsa sikodelikoaren kasua 1989, Erein
- Sardina ezpain gorriaren kasua 1989, Erein
- Peru eta Marixe, mila eta bat komerixe 1993, Erein
- Tresak eta kordelak 1993, Ajuntament de Zarautz
- Nire kuleroak 1999, Elkar
- Muxubero, mon amour 2000, Elkar
- Haltzaren muinoa, 2021, Elkar', Premi Euskadi

### Relats
- Hunik arrats artean 1970, Lur
- Ajea du Urturik 1971, Gero Mensajero
- Goiko kale 1973, Gero Mensajero
- Aise eman zenidan eskua 1980, Erein
- Urtero da aurten 1984, Erein
- Lurrak berdinduko nau 1990, Erein
- Piztiaren izena 1995, Alberdania

### Novel·les
- Hamaseigarrenean, aidanez 1983, Erein
- Tobacco days 1987, Erein
- Carla 1989, Erein
- Kapitain frakasa 1991, Erein
- Otto Pette (Hilean bizian bezala) 1994, Alberdania
- Azkenaz beste 1996, Alberdania
- Argizariaren egunak 1998, Alberdania
- Lehorreko koadernoa 1998, Alberdania
- Zorion perfektua 2002, Alberdania
- Konpainia noblean 2004, Alberdania
- Ihes betea 2006, Alberdania

### Assaigs
- Gaurko literatura 1968, Seminari de Sant Sebastià.
- Pio Baroja 1972, Gero Mensajero
- Xabier Lizardi, olerkari eta prosista 1974, Jakin
- Haur literaturaz 1982, Erein
- Letrak kalekantoitik 1996, Alberdania
- Munduaren neurriak 1998, BBK i Ikeder
- Gogoa zubi 1999, Alberdania
- Muga-mugako zirriborroak (Edo pipiñoen kanpaina baten lehendabiziko zirriborroak) 1999, KM
- Mentura dugun artean 2001, Alberdania.

### Traduccions
- Urrezko Astoa; Luzio Apuleio ('L'ase d'or') 1996, Ibaizábal

### Llibres de Viatges
- Italia, bizitza lanbide 2004, Alberdania / Berria

### Biografies
- Martin Ugalde, leialtasun baten historia 1997, Ajuntament d'Andoain